# Logistik
 Der er for få eller ingen kildehenvisninger i denne artikel, hvilket er et problem. Du kan hjælpe ved at angive troværdige kilder til de påstande, som fremføres i artiklen.

Logistik (græsk: logistikos, talentfuld i beregning) omfatter kunsten og videnskaben at håndtere og styre procedurer for varer, energi, information og andre ressourcer. Logistik inkluderer den strategiske håndtering af blandt andet indkøb, transport, produktion, projektstyring lagring af råvarer, materialer, halvfabrikata og færdigvarer samt de hertil knyttede procedurer, produktionsstyring, med mere, på en sådan måde, at det fremtidige overskud maksimeres gennem omkostningseffektiv levering af de indkommende ordrer. Kort fortalt er der logistik i alt man i virksomheden foretager sig.
Oprindelsen til udtrykket logistik skal findes i militæret, som har brugt det om forsyningstjenesten, men udtrykket anvendes nu mere bredt. Logistik er planlægning, strategi, og ledelse, hvor resultatet af denne kan ses i, og omfatter aktiviteterne indkøb, projektstyring, produktionsstyring, transport, lager og forretningsudvikling samt den hertil knyttede informationsbehandling. I overordnet militær sammenhæng bliver logistikken også et kampmiddel; kan man sikre egen logistik og hindre fjendens, er det lettere at besejre ham på kamppladsen.
I virksomheder kan logistikken enten have internt fokus eller kigge på hele forsyningskæden fra oprindelig leverandør til slutbruger – se Supply chain management.
En del logistiske problemstillinger kan undersøges ved hjælp af operationsanalyse og optimering – det gælder eksempelvis lagerstyring og ruteplanlægning.

## Logistik som fagområde
Logistisk har i dag udviklet sig til at være et interessant fagområde for industrien og erhvervslivet, men i lige så høj grad også for den akademiske verden. Det fremgår af Verdensbankens undersøgelse af resultaterne for året på logistikområdet, The Logistics Performance Index 2014, at uddannelse af eksperter i logistik samt specialister inden for supply chain management er et af de vigtigste fokusområder i forhold til at sikre en velfungerende verdensøkonomi.
Dokumenteret uddannelse er i dag en forudsætning for mellem- og topledere, hvis de skal være i stand til at styre og optimere den meget komplekse globale forsyningskæde, der strækker sig fra råvareleverandøren til slutkunden. En række højere læreanstalter udbyder bachelor- og kandidatuddannelser, hvor de studerende specialiserer sig inden for logistik og supply chain management. 
Kühne Logistics University i Hamborg er et universitet, der har fokus rettet specifikt mod forskning og undervisning inden for supply chain management og logistik. 
Ledere inden for logistik og supply chain management skal ud over en stor viden om det givne område også besidde en stor interkulturel forståelse og tale flere sprog, ligesom de skal være holistisk og analytisk tænkende. Et andet krav til disse ledere er gode organisatoriske og kommunikative evner samt gode lederegenskaber. Ydermere er det en forudsætning i forbindelse med kontraktforhandlinger med logistiske serviceudbydere eller forberedelser forud for make-or-buy-beslutninger (det, der også kaldes outsourcing), at den enkelte leder har stor viden om økonomi samt en grundlæggende forståelse for processer og Jura.